# Nan Grey
Pour les articles homonymes, voir Grey.
Eschal Loleet Miller dite Nan Grey est une actrice américaine née le 25 juillet 1921 à Houston, Texas, et morte le 25 juillet 1993 à San Diego, Californie, le jour de ses 72 ans.

## Filmographie partielle
- 1934 : L'Oiseau de feu (The Firebird) de William Dieterle
- 1935 : The Affair of Susan de Kurt Neumann
- 1936 : Les Écumeurs de la mer (Sea Spoilers) de Frank R. Strayer : Connie Dawson
- 1936 : L'Or maudit (Sutter's Gold) de James Cruze : Ann Eliza Sutter
- 1936 : La Fille de Dracula (Dracula's Daughter) de Lambert Hillyer : Lili
- 1936 : Trois Jeunes Filles à la page (Three Smart Girls) de Henry Koster : Joan Craig
- 1936 : Ce que femme veut (Love Before Breakfast) de Walter Lang
- 1938 : Tempête (The Storm) de Harold Young : Peggy Phillips
- 1938 : Pensionnat de jeunes filles (Girls' School) de John Brahm : Linda Simpson
- 1939 : La Tour de Londres (Tower of London) de Rowland V. Lee : Lady Alice Barton
- 1939 : Les trois jeunes filles ont grandi (Three Smart Girls Grow Up) d'Henry Koster : Joan Craig
- 1939 : Les Petites Pestes (The Under-Pup) de Richard Wallace
- 1940 : Margie d'Otis Garrett et Paul Girard Smith
- 1940 : Le Retour de l'homme invisible (The Invisible Man Returns) de Joe May : Helen Manson
- 1940 : La Maison aux sept pignons (The House of the Seven Gables) de Joe May : Phoebe Pyncheon
- 1940 : Vive le bonheur ! (A Little Bit of Heaven) d'Andrew Marton
- 1941 : Under Age d'Edward Dmytryk